# دهستان مظفرآباد
دهستان مظفرآباد، یکی از دهستان‌های بخش بکتاش شهرستان میاندوآب در استان آذربایجان غربی ایران است.

## جمعیت
براساس سرشماری عمومی نفوس و مسکن در سال ۱۳۹۵، جمعیت دهستان مظفرآباد برابر با ۱۰٬۰۵۸ نفر بوده‌است.